# Organización Revolucionaria Interna de Macedonia - Partido Democrático para la Unidad Nacional Macedonia
La Organización Revolucionaria Interna de Macedonia – Partido Democrático para la Unidad Nacional Macedonia (en macedonio: Внатрешна македонска револуционерна организација – Демократска партија за македонско национално единство), simplificado como VMRO-DPMNE, es uno de los dos principales partidos políticos de Macedonia del Norte, cuyo rival es la Unión Socialdemócrata de Macedonia (SDSM). El partido se ha proclamado como demócrata cristiano, aunque también ha sido descrito como nacionalista.
Bajo el liderazgo inicial de Ljubčo Georgievski, el partido apoyó la independencia macedonia de la RFS de Yugoslavia. En los años recientes, el partido ha estado a favor del europeísmo y hacia la OTAN, pero no están de acuerdo con cambiarle el nombre al país. El partido es generalmente apoyado por la población étnicamente macedonia con algunas excepciones; afirma que "las metas y los objetivos del partido se expresan en la tradición del pueblo macedonio, cuyas causas políticas y conceptos están establecidos." No obstante, ha formado múltiples gobiernos de coalición con partidos de minorías étnicas.

## Contexto
La primera sección del acrónimo 'VMRO' que forma el nombre del partido, es un derivado de la Organización Interna Revolucionaria de Macedonia, un movimiento rebelde fundado en 1893. Después de experimentar varias transformaciones, la organización original fue suprimida en 1934 en su sede en Bulgaria, en la época en que la actual República de Macedonia pertenecía al Reino de Yugoslavia. El VMRO–DPMNE reivindica el descenso ideológico del antiguo VMRO.
Tras la muerte del presidente yugoslavo Josip Broz Tito en 1980, la RFS Yugoslavia comenzó a desintegrarse y se revivió la política democrática en Macedonia. Muchos exiliados regresaron nuevamente a la recién independiente República de Macedonia desde el extranjero, y una nueva generación de jóvenes redescubrieron el nacionalismo macedonio. Dragan Bogdanovski, quién se había proclamado activista por los derechos de los macedonios, había planeado un proyecto para crear un Partido Democrático por la Unidad Nacional Macedonia.También redactó una estatuto, un libro de reglas, y un instructivo de cómo debería trabajar el partido. Bogdanovski, junto con Ljubco Georgievski, Goran Zmejkovski y algunos otros activistas, también habían acordado el plan para fundar un partido para la Macedonia independiente. En estas circunstancias, no fue sorpresa de que resurgieran los nombres de célebres rebeldes macedonios. Bajo el nombre VMRO–DPMNE, el partido fue fundado el 17 de junio de 1990 en Skopie.

## Ascenso al poder
Tras los resultados de las elecciones parlamentarias de 1990, el VMRO–DPMNE se convirtió en el partido más grande del Parlamento. No logró formar un gobierno, debido a que no obtuvieron la cantidad suficiente de escaños; pudieron haberlo hecho si hubiesen formado una coalición con un partido de etnia albanesa, pero declinaron la idea. El partido boicoteó la segunda vuelta de las elecciones de 1994, ya que afirmaban que durante la primera vuelta hubo fraude electoral. Después de triunfar en las elecciones de 1998, el VMRO–DPMNE sorprendió a muchas personas cuando formó un gobierno de coalición junto con un partido étnicamente albanés, el Partido Democrático de los Albaneses. En este nuevo gobierno, Ljubčo Georgievski asumió como Primer ministro. En 1999, el candidato del VMRO–DPMNE, Boris Trajkovski asume como Presidente de Macedonia, logrando así que el VMRO–DPMNE tomara el control del país. Una vez en el cargo, Trajkovski adoptó una política más moderada de lo que se esperada.
A pesar de ello, el partido sufrió una gran derrota en las elecciones parlamentarias de 2002. En una alianza con el Partido Liberal de Macedonia, el VMRO–DPMNE obtuvo 28 de 120 escaños. En 2004, Trajkovski falleció en un accidente aéreo, y el socialdemócrata Branko Crvenkovski fue elegido Presidente, derrotando al candidato del VMRO-DPMNE Saško Kedev.
El primer Presidente del VMRO–DPMNE y su fundador fue Ljubčo Georgievski, y el expresidente del partido es Nikola Gruevski.
El partido volvió a obtener hegemonía en el parlamento después de una ganancia neta en más de una docena de escaños en las elecciones parlamentarias de 2006. Con 44 de 120 escaños, el partido volvió a formar un gobierno de coalición con el Partido Democrático de los Albaneses. El 15 de mayo de 2007, el partido pasó a ser miembro observador del Partido Popular Europeo.
El partido triunfó en las elecciones parlamentarias primarias de 2008. De los 120 escaños, el VMRO-DPMNE ganó 63 escaños, cantidad suficiente para formar su propio gobierno, y por ende, el partido ganó 4 años más de hegemonía en el Parlamento macedonio (periodo 2008-2012) y en el gobierno. Tras constituirse el Parlamento 21 de junio de 2008, el presidente Branko Crvenkovski le otorgó al entonces líder y futuro Primer ministro Nikola Gruevski el mandato para formar el nuevo gobierno macedonio para el período 2008-2012.
En 2009, el partido tuvo otros dos éxitos importantes. Mientras que la coalición liderada por el VMRO–DPMNE bajo el eslogan "Por una mejor Macedonia" logró obtener 56 de los 86 municipios del país, el candidato presidencial del partido, Gjorge Ivanov logró ganar las elecciones presidenciales de 2009.

## Críticas
El VMRO–DPMNE había sido criticado por su "antiquización" política (conocido localmente como "antikvizacija"), en la cual buscaba reivindicar figuras históricas de la antigua Macedonia como Alejandro Magno y Filipo II de Macedonia. Su política ha continuado desde su ascenso al poder en 2006, y especialmente desde que Macedonia no fue invitada por la OTAN en 2008, como forma de presionar a Grecia así como en un intento de construir una nueva identidad sobre las beses de un presunto vínculo con el mundo antiguo. La política de antiquización es criticada por los académicos, ya que demuestra debilidad hacia la arqueología y hacia otras disciplinas históricas en el discurso público, junto con el riesgo de la marginación. También ha sido muy criticada por los propios macedonios, quiénes lo ven como un división peligrosa para el país, entre quienes se identifican con la antigüedad clásica y quienes se identifican con la cultura eslava nacional. Los albaneses étnicos del país ven la antiquización como una forma de marginarlos y excluirlos de la narrativa nacional. Esta política, además de destacar a figuras históricas de etnia macedonia, también lo hace hacia varios héroes nacionales de Bulgaria, como Todor Aleksandrov e Ivan Mihailov, siendo esto último criticado por los búlgaros, y se considera que esto ocasiona un impacto negativo desde el extranjero. Diplomáticos internacionales han criticado que por culpa de esa política, ha causado un deterio en la imagen internacional de Macedonia, más la disputa del cambio de nombre con Grecia. La Unión Socialdemócrata de Macedonia, el principal partido de oposición, se ha mostrado contrario al proyecto y ha declarado que los monumentos que citaba el proyecto podrían haber costado entre seis y diez veces menos que lo que gastó el gobierno, los cuales ya pudieron haber superado los 600 millones de euros.

## Resultados electorales

### Asamblea Nacional
| Año  | Votos      | %                | Escaños | Posición   | Gobierno |
| ---- | ---------- | ---------------- | ------- | ---------- | -------- |
| 1990 | 154 101    | 14.3%            | 38/120  | 3.º        | No       |
| 1990 | 238 367    | 29.9%            | 38/120  | 1.º        |          |
| 1994 | 154 101    | 14.3%            | 0/120   | 2.º        | No       |
| 1994 | boicoteado | boicoteado       | 0/120   | boicoteado |          |
| 1998 | 312 669    | 28.1%            | 49/120  | 1.º        | Sí       |
| 1998 | 381 196    | 49%              | 49/120  | 1.º        |          |
| 2002 | 298 404    | 25%              | 33/120  | 2.º        | No       |
| 2006 | 303 543    | 32.5%            | 45/120  | 1.º        | Sí       |
| 2008 | 481 501    | 48.48%           | 63/120  | 1.º        | Sí       |
| 2011 | 438 138    | 39.98%           | 56/120  | 1.º        | Sí       |
| 2014 | 481 615    | 42.98%           | 61/120  | 1.º        | Sí       |
| 2016 | 454 519    | 38,14%           | 51/120  | 1.º        | No       |
| 2020 | 315 344    | 34,57%           | 44/120  | 2.º        | No       |
| 2024 | 436,407    | \| \| 44.58 % \| | 58/120  | 1.º        | Gobierno |
|      | 44.58 %    |                  |         |            |          |

### Elecciones presidenciales
|  | 21.61 % |

|  | 21.08 % |

|  | 53.16 % |

|  | 34.07 % |

|  | 37.43 % |

|  | 35.04 % |

|  | 63.14 % |

|  | 51.69 % |

|  | 55.28 % |

|  | 44.42 % |

|  | 46.41 % |

|  | 41.21 % |

|  | 69.01 % |

## Unión de la Fuerza Juvenil
La Unión de la Fuerza Juvwnil (en macedonio: Унија на млади сили на ВМРО-ДПМНЕ [ˈunija na ˈmladi ˈsili]), también conocido comp UMS (en macedonio: УМС
), es el ala juvenil del VMRO-DPMNE. Se considera como una continuación de las organizaciones juveniles históricas que difunden los ideales del VMRO para una Macedonia independiente.
Varios proyectos surgidos de la UMS se han llevado a cabo en los últimos 20 años. Fundado en 1991, el presidente más destacado e influyente del partido fue Filip Petrovski; fue su líder por el período 1997-2000, y diputado por el período 1998-2001.